# Холандско-португалски рат
Холандско-португалски рат избио је услед покушаја Низоземске републике да поврати поседе у Бразилу и у западној Африци, које је преотела Португалија у колонијалним борбама вођеним између 1643. и 1654. године.
Низоземска република је искористила долазак на португалски престо тринаестогодишњег Афонса VI од Португала и 1656. године поставила је Португалији категорични захтев да врати отете поседе. Истовремено је упутила флоту од 28 бродова под командом адмиарала Јакобом ван Васенером пред обалу Португалије, због блокаде и заплене трговачких бродова. Пошто је Португалија одуговлачила са преговорима, Низоземска република јој је у октобру објавила рат.
Ратна дејства свела су се на блокаду португалске обале. Холанђани су запленили много треговачких бродова са веома богатим теретом из прекоморских земаља. До борби није дошло, јер португалска флота није уопште напуштала своје луке. У Индији је Холандска источноиндијска компанија одузела Португалцима Цејлон, Нагапатам, Кочин и још нека насеља. Холанђани нису енергичније водили рат јер су били ангажовани у Шведско-данском рату између 1655. и 1670. године, а и плашили су се интервенције Енглеске и француске.
Мир је био закључен 6. августа 1661. године Холандија се задовољила одштетом од 8.000.000 гулдена и правом на слободну трговину у свим колонијама Португалије, а за узврат је одустала од својих захтева за повратак поседа у западној Африци и Бразилу.